# Хардкор Холли
Роберт Уильям Говард-младший (англ. Robert William Howard Jr., род. 29 января 1963, Глендейл, Калифорния) — американский рестлер и бывший автогонщик, более известный под именем Хардко́р Хо́лли или Бо́б Хо́лли. Он наиболее известен своей 16-летней карьерой в World Wrestling Entertainment (WWE, ранее WWF), где он также работал под именами Турман «Спарки» Плагг, Боб «Свеча зажигания» Холли и Бомбастик Боб.
После дебюта в 1990 году Холли работал в Smoky Mountain Wrestling и других независимых промоушенах, а в 1994 году присоединился к WWF на постоянной основе. Первоначально он изображал гонщика NASCAR Турмана «Спарки» Плагга, но вскоре его имя было изменено на Боб «Свеча зажигания» Холли. В 1998 году он сформировал команду с Бартом Ганном, известную как «Полуночный экспресс». После того, как в 1999 году он стал известен как Хардкор Холли, к нему присоединились сюжетные кузены, Крэш Холли и Молли Холли. В 2002 году он получил перелом шеи, который вывел его из строя более чем на год. После возвращения он вступил во вражду с Броком Леснаром за звание чемпиона WWE, а также в небольшие противостояния с такими рестлерами, как Мистер Кеннеди и Роб Ван Дам, после чего в 2007 году он сформировал команду с Коди Роудсом. Холли покинул WWE в 2009 году, периодически выступая в независимых компаниях. В 2013 году он опубликовал свою автобиографию «Хардкорная правда: история Боба Холли», получившую положительные отзывы.
За свою карьеру Холли завоевал такие титулы, как командное чемпионство WWF, командное чемпионство мира NWA и хардкорное чемпионство WWF.

## Ранняя жизнь
Говард родился в Глендейле, Калифорния, где их со старшим братом воспитывала мать. После того как его мать снова вышла замуж, семья переехала в Вентуру, Калифорния, а затем в Грантс-Пасс, Орегон, где Говард учился в средней школе Грантс-Пасс. После окончания школы Говард работал на складе пива, а затем переехал в Мобил, Алабама, к матери своей дочери Стефани. Говард несколько лет работал механиком в компании Meineke (подрабатывая боксом в барах), а затем поступил на работу в компанию Taylor Wharton в качестве трубореза, где он получил образование сварщика. Позже Говард перешел в компанию Cowin Equipment, где работал механиком и сварщиком.

## Карьера автогонщика
В 1992 году Говард начал участвовать в автогонках в Мобиле, Алабама, на трассе Mobile International Speedway в одной из локальных гоночных серий. За рулем Chevrolet Malibu 1974 года Говард занял пятое место в сезоне 1992 года и выиграл сезон 1993 года.
В 1995 году Говард, спонсируемой World Wrestling Federation, начал ездить на модели относящейся к классу Late model, в одной из низших серий гонок (All PRO Super Series), входящих в структуру NASCAR, в попытке перекрестного продвижения компаний. После того как WWF отказалась от спонсорства, председатель WWF Винс Макмэн подарил Говарду автомобиль.

## Личная жизнь
У Говарда есть дочь Стефани от первого брака. С 2010 года Говард женат на Линде Киевет.
Автобиография Говарда под названием «Хардкорная правда: история Боба Холли» была выпущена в США 1 апреля 2013 года. Дэйв Мельтцер, редактор Wrestling Observer, написал: «Во многих книгах вы думаете, что читаете то, что человек, пишущий книгу, считает нужным сказать для своей карьеры… В случае с Холли, соглашаешься ты или нет (а я соглашался с некоторыми его вещами, но не с другими), я не сомневался, что он высказывает свое истинное мнение о вещах. В этом смысле это был очень честный взгляд на период истории WWF от парня, у которого были взлеты и падения… но он выжил в течение долгого времени».

## Титулы и достижения
- Kamikaze Pro
  - Чемпион Kamikaze Pro (1 раз)[4]
- Pro Wrestling Illustrated
  - № 41 в топ 500 рестлеров в рейтинге PWI 500 в 2000[5]
- Under the Lights
  - Чемпион Lights Out UTL (1 раз)[6]
- World Wrestling Federation / Entertainment
  - Командный чемпион NWA (1 раз) — с Бодрым Бартом[7]
  - Хардкорный чемпион WWF (6 раз)[2][8]
  - Командный чемпион мира WWF/E (3 раза) — с 1-2-3 Кидом (1), Крэшем Холли (1) и Коди Роудсом (1)[9][10][11]
  - Турнир за титул командного чемпиона мира WWF (1995) — с 1-2-3 Кидом
- World Wrestling Organization
  - Командный чемпион WWO (1 раз) — с Роном Старром[12]
  - Чемпион Соединённых Штатов WWO в тяжёлом весе (1 раз)[12]